# جستجوگر (فیلم)
جستجوگر فیلمی به کارگردانی محمد متوسلانی و نویسندگی اسماعیل خلج و میهن بهرامی ساختهٔ سال ۱۳۶۸ است. فیلم با حمایت بنیاد فارابی و در راستای ترویج سینمای عرفانی دهه شصت و سیاست تغییر ذائقه فیلمسازان قدیمی به سمت موضوعات دینی و معرفتی تهیه شده و علت انتخاب متوسلانی نیز همین امر بوده است.

## بازیگران
- امین تارخ
- داریوش ارجمند
- محمدعلی کشاورز
- اسماعیل خلج
- خسرو دستگیر
- بهروز رضوی
- فاطمه نوری
- ضیاء مدیرطاهری
- ابوطالب انوری
- امیرحسین کبودساز
- محمدرضا دره شیری
- ایرج سرباز
- محمود مشروطه
- اکبر الفت
- نریمان شیرفر
- ذبیح‌الله ذبیح‌پور
- محمد نمازی
- رضا راد
- حسن محسن آبادی
- عبدالحسین خالدی
- قاسم نمکی
- اکبر بلندی
- محمد گیلانی
- مصطفی رستمی
- احمد نمازی
- اکبر مجاهدیان
- محمدرضا دهقانی
- مرتضی کوراوغلی
- حسن کوراوغلی
- علی هویدایی
- علی اکبر پیغمبری
- احمد ذهب زاده
- ابوالفضل انتظاری